# Frank Loomis
Frank Farmer Loomis Jr. (Saint Paul, 22 agosto 1896 – New Port Richey, 4 aprile 1971) è stato un ostacolista statunitense, campione olimpico dei 400 metri ostacoli ai Giochi di Anversa nel 1920.

## Palmarès
| Anno | Manifestazione  | Sede    | Evento   | Risultato | Prestazione | Note            |
| ---- | --------------- | ------- | -------- | --------- | ----------- | --------------- |
| 1920 | Giochi olimpici | Anversa | 400 m hs | Oro       | 54"0        | Record mondiale |